# 病嬌
病嬌（日语： Yandere），也称黑娇或音译作养得累，是人物性格的名詞之一，由病態和嬌羞兩詞所構成的合成語，廣義的解釋是人物處於精神疾病的狀態下和其他人發展出愛情的樣子。另一方面，狹義的解釋是在對異性或同性，甚至是物體有好感而處於嬌羞的狀態下得到精神疾病的樣子。不過其定義在不斷的輾轉下依據使用者的不同常常衍生出不同的意思。例如在網站「NEW秋葉原.com」作出了「得到心病的女主角所衍生的萌屬性」，雜誌社Impress在為手機族群開設的新聞網頁「手機Watch」裡則是做出了「像是得到精神疾病的女主角做出嬌滴滴的舉動」這樣的解釋。若要扼要的表達的話，可以理解成是對配偶佔有欲極強，其愛帶有強烈依存性，為了得到、維護、或防止失去所愛之人，會不擇手段。

## 概要
嚴格來說病嬌並沒有精神醫學理論的研究背景，主要來說其實沒有醫療方面的知識作為基礎，只是遊戲玩家以及遊戲評論中對女主角做出人物個性的分析，但此類型角色大多有性衝動和陷入躁鬱狀態的描寫。正常狀態的人物陷入病態萌的狀態之過程，有時也被視為「闇化（病態化）」或是「黑化」的一種。此類型角色和交往對象做出異常程度的愛情表現受到同好間的喜愛。也有「病態的嬌滴滴」這樣的解釋。即使如此，病嬌並沒有「體弱多病的弱嬌」的意思。

## 历史
這種屬性的角色並不是近代才開始出現，在病嬌一詞受到矚目以前就有這樣的角色存在，根據《病嬌百科》(《ヤンデレ大全》）記載，最早的病嬌角色是PC-98上運行的獵奇遊戲《狂った果実》中的女主人公，月島美夏(1992年5月)，但病嬌一詞開始廣為人知是以2005年所販售的《School Days》以及同年放送的動畫《SHUFFLE!》為契機。此後有病嬌角色登場的漫畫和動畫、遊戲開始受到矚目，病嬌儼然成為一股風潮。當因為精神疾病而採取行動，尚未被當作是萌屬性時，實際的人物、以及在病嬌一詞普及前所發表的ACG角色都不被當作是病嬌。如今在病嬌一詞普及前所發表的ACG角色被追溯冠上病嬌的屬性也不在少數。
而且病嬌發展至今和傲嬌一樣因個人的因素有不同的定義。因為已經細分成好幾種狀況，所以在人物的方向性要呈現出大眾所認知的病嬌時，常常會有（製作群和玩家，玩家和玩家之間等）在細微的部份無法得到共識的情形。

## 社會觀感和迴響
《School Days》的製作公司Overflow執行長提到病嬌的流行，敘述這是種「比希望對方只對自己一個人好還想要更強烈的感覺所做出的舉動之一」的同時，還表示自己對於桂言葉被稱作病嬌的厭惡感。另外龍騎士07敘述男性放下自尊，尋找沒有自己就活不下去的「戀愛依存症的女子」就是病嬌了。在ACG角色視覺面上的要素已經到達飽和狀態而受到批評的現在，市場已經進入了「傲嬌、病嬌這種從外表進入到內心萌屬性的時代」。
在《SHUFFLE!》這部作品中，在抗拒女主角被病嬌化也要製作下，聲優和工作人員發出了抗議，官網對於病嬌的流行持抵抗跟否定的看法並不屬於個案。病嬌的流行，開始讓ACG作品在製作初期就有讓女主角病嬌化的打算，但如上述的《SHUFFLE!》一般，對於病嬌角色有不少讓觀眾陷入悲觀的狀態，和病嬌作品塑造出來的觀眾期望出現病態的女主角相反，製作者的網頁上出現「自己辛苦打造宛然孩子一般的女主角們，我無法活生生地讓她們導向毀滅」像這樣由觀眾強行諸加於製作者精神上的負擔，可說是讓彼此陷入矛盾之中。
2011年播出的漫画改编日本电视动画《未來日記》中的角色我妻由乃被认为是病娇新的代表角色，其对男主角天野雪辉的爱之深切，会毫不犹豫地杀掉所有对雪辉不利的人。

## 關聯項目
- 傲嬌
- 人格違常
- 我妻由乃
- 病嬌模擬器